# إيان جاكسون
ايان جاكسون (بالإنجليزية: Ian Jackson)‏ منذ وقت طويل وهو يكتب برمجيات حرة، زائد انه مطور في دبيان. كتب جاكسون العديد من البرمجيات الحرة مثل ديبكج، SAUCE, ,userv وdebbugs ووقام بصيانة لينكس سؤال وجواب. وهو يدير الخادم الشعبي chiark.greenend.org.uk، عن طريق بوتي وادوات أخرى.
جاكسون على درجة الدكتوراه في علوم الحاسب الآلي  من جامعة كامبريدج ويعمل حاليا لدى شركة سايتركس; عمل سابقا في شركة كانونيكال المحدودة، ومؤسسة nCipher.
أصبح قائد مشروع دبيان في يناير 1998. وخلال فترة قيادته لمشروع دبيان، تم إصدار دبيان جنو/لينكس 2.0 (هام). جاكسون الآن عضو في لجنة دبيان التقنية. وبين عامي 1998 و1999, كان جاكسون نائب الرئيس قبل أن يصبح رئيس منظمة البرمجيات في المصلحة العامة.
تولى ويشيرت اكريمان منصب قائد مشروع دبيان من ايان جاكسون في عام 1999.

## وصلات خارجية
- صفحة ايان جاكسون الرئيسية
- chiark.greenend.org.uk

| سبقه بروس بيرنز | قادة مشروع دبيان January 1998 – December 1998 | تبعه ويشيرت اكريمان |